# محمد غريب
محمد غريب (5 يوليو 1909 - 20 يناير 1975)، طبيب إيراني وبروفيسور جامعي ومن الرائدين في طب الأطفال في إيران.
خريج كلية الطب في باريس ويعتبر أبا طب الأطفال في إيران.

## حياته وإنجازاته
ولد الطبيب محمد غريب في قرية غركان (آشتيان)، مقاطعة تفرش في إيران، يوم 5 يوليو سنة 1909.
بعد إتمامه الدراسة الثانوية عام 1927، انتقل إلى مدينة ريمس بفرنسا حيث درس في كلية الطب هناك مدة عامين، دخل بعدهما كلية الطب في باريس. وكطالب شرف استطاع اجتياز الامتحانات الصعبة ليحصل على منحة تدريب خارجي، ليصبح فيما بعد طبيبًا مطلوبًا ومنافسًا قويًا في مستشفى باريس. حصل على إجازة دكتور في الطب البشري سنة 1937 وبعد عام واحد من التدريب في طب الأطفال إلى جوار البروفيسور ريباديو دوما في مستشفى سالبيتريير في باريس، عاد إلى بلاده. ولدى عودته إلى إيران، عُين د. غريب من قبل الدكتور تشارلز أوبيرلينغ كأول بروفيسور في طب الأطفال ضمن جامعة طهران؛ المعلم الفرنسي الذي كان عميدًا في كلية الطب. بالتالي، أصبح د. غريب رئيس قسم طب الأطفال، المنصب الذي شغله حتى وفاته عام 1975. وسنة 1941 ألف أول كتاب دراسي فارسي في أمراض الأطفال. حرر غريب خلال مسيرته المهنية الكثير من المجلدات التي كتبت في مشاكل وتطورات طب الأطفال في إيران، ونشر العديد من المقالات المكتوبة باللغة الفارسية في الصحف الطبية الفرنسية والأمريكية، وحافظ على عيادة مزدهرة لطب الأطفال ركز فيها على حل المعضلات والحالات الإشكالية.
علّم طب الأطفال لآلاف الطلاب من المراحل الجامعية المختلفة على امتداد 37 عامًا. حصل العديد من تلامذته لاحقًا على مراكز هامة في التعليم الطبي الإيراني مثل رئاسة لجنة أغلب أقسام طب الأطفال في العديد من الكليات الطبية في إيران. ونتيجة مساعي د. غريب وتأثيره في مجاله اعتُرف بطب الأطفال كاختصاص عام 1950 وأُنشئ مجلس طب الأطفال التخصصي سنة 1955. أسس مع زملائه سنة 1960 جمعية طب الأطفال الإيرانية التي رأسها حتى عام 1970. كان عضوًا في المجلس الاستشاري للرابطة الدولية لطب الأطفال من عام 1968 وحتى 1974. وفي عام 1970 كان له دور فاعل في التخطيط والبناء لمستشفى أطفال مركزي يضم 150 سريرًا في طهران، عمل فيه مديرًا بين العامين 1971-1975.
كان غريب محترمًا ومؤثرًا ونابضًا بالحيوية ومعروفًا إلى أبعد حد بين طلابه، وكان طبيبًا رائعًا في نظر زملائه، وعرف أيضًا كطبيب متفانٍ في نظر مرضاه. ويعتبر غريب شخصية مؤثرة في الطب الإيراني الحديث وهو «أبو طب الأطفال الإيراني» في نظر المجتمع الطبي. تقديرًا لإنجازاته المؤثرة، منحته الحكومة الفرنسية صليب فارس جوقة الشرف عام 1945. وأشارت مجلة الطب الأمريكية إم. دي. في سلسلة من مقالاتها عن الأطباء البارزين حول العالم إلى د. غريب كطبيب من إيران في عددها الصادر في شهر مايو 1965. في كل عام، يحيي زملاؤه وجمعية طب الأطفال الإيرانية ندوة على مدار أسبوع بعنوان «المؤتمر التذكاري لطبيب الأطفال الدكتور غريب» كمقرر تعليمي للدراسات العليا في طب الأطفال.
خضع غريب لعملية جراحية ومعالجة شعاعية من سرطان المثانة عام 1972، ثم توفي نتيجة نكس المرض في طهران، يوم 20 يناير عام 1975.
لغريب وزوجته زهرة أربعة أطفال هم ناهد ومريم وحسين ومحسن، وعشرة أحفاد: نيلوفر وباريناز وفاطمة وآمنة ومحمد وسهيلة وياسمين وعلي ومحمود وكايميا. السيدة زهرة غريب توفيت عام 2009 ودفنت في فرجينيا. ابنه حسين اليوم طبيب غدد وصم مشهور في مستشفى مايو كلينيك في روتشستر، وابنه محسن طبيب أشعة في واشنطن، نيلوفر طبيب عيون في فيرجينيا، وحفيده محمود طبيب ومعالج فيزيائي في جامعة ميشيغان.